# Kijaszkowo (województwo kujawsko-pomorskie)
Kijaszkowo – wieś w Polsce położona w województwie kujawsko-pomorskim, w powiecie toruńskim, w gminie Czernikowo.
W latach 1975–1998 miejscowość administracyjnie należała do województwa włocławskiego. Według Narodowego Spisu Powszechnego (III 2011 r.) liczyła 348 mieszkańców. Jest ósmą co do wielkości miejscowością gminy Czernikowo.

## Majętność Kijaszkowo
Dawny dwór Lisowskich usytuowany był w południowo-zachodniej części dóbr, w sąsiedztwie skarpy J. Kijaszkowskiego. Nie ma dziś po nim śladu. Rozebrany w początkach lat 70. XX wieku, chociaż jeszcze w 1967 r. nadawał się do remontu. Dwór wystawiono w końcu XVIII w. Założenie przestrzenne zespołu dworskiego obejmowało część użytkowo-ozdobną, czyli dwór wraz z otaczającym go parkiem, ogród, czyli warzywnik z sadem oraz część gospodarczo-inwentarską-folwark. Całość rozplanowana została na rzucie czworoboku. Dwór znajdował się w centrum założenia. Była to budowla neoklasycystyczna. Taką formę architektoniczną nadano jej po przebudowie w 1924 r. Zwrócona była frontem w kierunku północnym. Parterowa z użytkowym poddaszem. Od frontu znajdował się płytki portyk o półkolumnach w wielkim porządku, z niskim przyczółkiem, ze stiukowym herbem pośrodku. W 1924 r. przystawiono do głównego korpusu dworu, z obydwu stron krótszych boków, przybudówki. Dwór nakryty był dachem mansardowym. Wewnątrz znajdowało się 28 pomieszczeń z sienią na osi głównej, która poprzedzała wejście do salonu. We wschodniej części znajdowała się klatka schodowa z balustradą z okresu budowy dworu. Mimo że dwór już nie istnieje, w jego dawnym otoczeniu przetrwał wspaniały park krajobrazowy. Przy projektowaniu parku doskonale wykorzystano urozmaiconą konfigurację terenu. Dwie główne aleje wytyczono tak, aby widoki dostarczały najwięcej przeżyć estetycznych. Aleja spacerowa wysadzana lipami wiedzie wzdłuż krawędzi skarpy jeziornej, druga jesionowa prowadzi dnem malowniczego parowu, częściowo przez niższy taras w kierunku jeziora.

## Zabytki
- Zabytkowy park podworski z przełomu wieków XVIII i XIX[4].